# 서울은 여자를 좋아해
"서울은 여자를 좋아해"는 1987년에 개봉한 대한민국의 영화이다.

## 캐스팅
- 김정식 : 종달 역
- 최병서 : 길수 역
- 박세민 : 병태 역
- 심형래 : 덕배 역
- 김이래
- 김정희
- 모종호
- 이대근
- 백일섭
- 김동현
- 최용순
- 이해룡
- 박동룡
- 곽은경
- 박지원
- 오경주
- 권오희
- 표숙자
- 윤일주
- 박종설
- 길달호
- 남포동
- 신찬일
- 홍충길
- 이석구
- 윤일문
- 박양근
- 존 크리스토퍼 토프 (특별출연)